# 곽순
곽순(郭循, ? ~ 253년)은 중국 삼국시대 위나라의 장수이다.

## 행적
250년 촉나라의 장군 강유(姜維)가 위나라의 서평(西平) 지역을 공격했을 때, 당시 중랑장(中郞將)이었던 곽순은 촉군에 붙잡혔다. 촉에서는 곽순을 좌장군(左將軍)으로 임명하였다.
곽순은 원래 촉한의 황제 유선(劉禪)을 암살하려는 뜻을 품었다. 잔치가 벌어졌을 때 임금에게 술을 권하면서 축수(祝壽: 오래 살기를 기원함)를 하게 되어 있는데, 이것을 이용해 촉나라의 조정에서 연회가 열릴 때마다 축수하면서 유선에게 가까이 다가가 칼로 찔러 죽이려 했으나 유선의 측근들이 가까이 오지 못하게 하여 번번이 실패로 돌아갔다. 때문에 유선을 죽이는 것을 포기하고 촉나라의 대장군인 비의를 암살하는 것으로 계획을 바꾸었다.
253년 1월 1일, 새해를 맞이하여 촉의 장수들이 한수(漢水)에서 잔치를 벌였다. 원래 비의는 성품이 너그러워서 다른 사람을 의심하지 않는 성격을 가진데다, 이날 비의가 잔치를 즐기면서 술을 많이 마셨다. 기회를 노리던 곽순이 갑자기 자리에서 일어나 비의를 칼로 찔러 죽였으며, 곽순 역시 얼마 가지 않아 촉나라에서 죽임을 당했다.
위나라에서는 죽은 곽순을 장락향후(長樂鄕侯)로 봉하고 곽순의 아들에게 작위를 물려받게 했다.